# Baby Doll (film)
Baby Doll is een Amerikaanse film uit 1956 van Elia Kazan met in de hoofdrollen Karl Malden, Carroll Baker en Eli Wallach.
De film is gebaseerd op de eenakters 27 Wagons Full of Cotton (1946) en The Unsatisfactory Supper.(1948) van Tennessee Williams en gaat over een negentienjarig meisje dat zich gedraagt als een baby. De benaming 'babydoll' voor een kort, dun en doorzichtig nachthemd werd via deze film geïntroduceerd en gepopulariseerd. Actrice Carroll Baker, die Baby Doll speelt, draagt in de film een dergelijk nachthemd.
Hoewel de film wel door de keuring kwam van de Production Code Administration (PCA), (Hollywoods zelfcensuur wat betreft seks en drugs in films), werd de film gezien als controversieel en bijna uit de bioscopen verbannen. 77% van de bioscopen zag af van vertoning en de film bracht slechts 600.000 dollar op. Volgens Kazan maakte de film geen winst. Waardering was er wel in de vorm van een Golden Globe voor Elia Kazan als regisseur en een BAFTA voor Eli Wallach als meest veelbelovende nieuwkomer. Ook waren er vier Oscarnominaties, die echter niet werden verzilverd.

## Verhaal
Op het sterfbed van zijn schoonvader heeft Archie Lee Meighan moeten beloven dat hij de maagdelijkheid van zijn jonge negentienjarige vrouw, Baby Doll, zal respecteren tot haar twintigste verjaardag. Het huwelijk tussen Baby Doll en de veel oudere Archie Lee is niet gelukkig. Archie Lee is de eigenaar van een katoenontpittingsfabriekje en heeft nauwelijks geld om zijn bouwvallige familiehuis Fox Tail te onderhouden. Hij is bijna failliet omdat zijn grote concurrent, de uit Sicilië afkomstige Silva Vacarro, hem vrijwel heeft weggeconcurreerd. De meubels zijn gehuurd en de verhuurmaatschappij wil alles terughalen omdat Archie Lee zijn rekeningen niet betaalt. De kinderlijke Baby Doll heeft het lichaam van een volwassen vrouw, maar gedraagt zich als een baby. Ze slaapt in een wieg met haar duim in haar mond en drijft Archie Lee nu al twee jaar tot waanzin met haar korte doorzichtige nachthemdjes. Hij is seksueel zo gefrustreerd dat hij zelfs een gaatje in de muur boort om haar te bespioneren. Een paar dagen later haalt het verhuurbedrijf de meubels weg. Baby Doll verlaat Archie Lee tijdelijk en vertrekt naar een hotel. Haar man bedrinkt zich en sticht brand bij zijn concurrent Silva Vacarro. Als Vacarro de politie meldt dat hij het slachtoffer is van brandstichting wordt hij als buitenlander niet geloofd. De resterende oogst van Vacarro gaat naar Archie Lee die er dolblij mee is. Maar Vacarro heeft de oogst alleen gebracht om uit te zoeken of Archie Lee achter de brand zit. Hij flirt met Baby Doll en komt achter de waarheid. Ze vertelt ook over haar problematische huwelijk met Archie Lee en Vaccarro raakt opgezweept door haar uitdagende gedrag. Hij loopt Baby Doll achterna als ze naar Fox Tail gaat en speelt verstoppertje met haar. Baby Doll sluit zich zelf op in de kelder en Vacarro laat haar kiezen: of hij breekt de deur open of ze tekent een verklaring dat Archie Lee schuldig is aan brandstichting. Ze kiest voor het laatste. Als Archie Lee terugkomt biedt Vacarro aan dat hij voortaan zijn katoen naar hem zal brengen. Overvallen door dit voorstel vraagt Archie Lee bedenktijd. Terwijl hij zit te denken kussen Vacarro en Baby Doll elkaar. Een boze Archie Lee ziet het en bedreigt Vacarro met een geweer. Baby Doll belt de politie die snel arriveert en Archie Lee ontwapent. Vacarro toont de verklaring van Baby Doll en laat Archie Lee arresteren wegens brandstichting. Baby Doll gaat terug naar Fox Tail. Ze weet dat klokslag twaalf uur haar twintigste verjaardag aanbreekt en ze hoopt dat ze zal worden bezocht door Vacarro.

## Rolverdeling

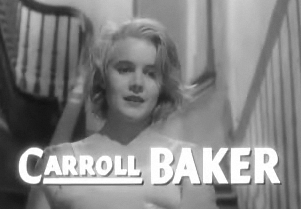
Carroll Baker als Baby Doll

| Acteur          | Personage          |
| --------------- | ------------------ |
| Karl Malden     | Archie Lee Meighan |
| Carroll Baker   | Baby Doll Meighan  |
| Eli Wallach     | Silva Vacarro      |
| Mildred Dunnock | Tante Rose         |
| Lonny Chapman   | Rock               |
| Eades Hogue     | marshall           |
| Noah Williamson | deputy             |
| Rip Torn        | tandarts           |

## Achtergrond

### Scenario
Elia Kazan beklaagde zich in zijn autobiografie (Elia Kazan: A Life. New York, 1988) dat Tennessee Williams weliswaar werd ingehuurd om het scenario te schrijven, maar dat de schrijver er weinig zin in had. Kazan beweert dat hij het merendeel van het scenario schreef grotendeels gebaseerd op de eenakter 27 Wagons Full of Cotton en een beetje op de eenakter The Unsatisfactory Supper van Williams. De werktitel van het scenario was aanvankelijk 27 Wagons Full of Cotton. Later werd het Mississippi Woman, vervolgens, Tennessee William's Baby Doll en uiteindelijk Baby Doll. Actrice Carroll Baker schreef in haar autobiografie Baby Doll, An Autobiography uit 1983, dat Kazan de titel had veranderd in Baby Doll als een cadeautje voor haar. Aangezien de film nogal wat seksuele verwijzingen bevat, werd de eerste ruwe versie van het scenario naar de PCA gestuurd. (De PCA of Production Code Administration keurde op basis van de Hays Code van 1934 tot 1968 alle Amerikaanse films op zaken als seks en drugs en verwijzingen daarnaar. Zonder PCA-goedkeuring werd de film niet vertoond in de meeste Amerikaanse bioscoopketens). De PCA adviseerde om het scenario aan te passen in de scènes waar de politie weigert om Vacarro te helpen. Een scène waar een Afro-Amerikaans meisje aanbiedt om seks te hebben met Vacarro moest worden geschrapt. Ook de scènes waarbij Vaccaro moedwillig Baby Doll verleidt tot overspel om wraak te nemen op Archie Lee konden niet door de beugel. Het hoofd van de studio van Warner Brothers, Jack Warner kreeg officieel van de PCA te horen dat het scenario op veel punten in strijd was met de production- of Hays-code. Men wees daarbij op de seksuele frustraties van Archie Lee en vertelde Warner dat dit element moest worden geschrapt. Jack Warner sprak Kazan en Williams aan op de PCA-waarschuwingen. Kazan verzekerde Warner dat het niet zijn bedoeling was om seksuele affaires in de film toe te laten en dat hij het scenario had aangepast. Hij maakte echter een uitzondering voor de seksuele frustraties van Archie Lee, die volgens hem essentieel zijn voor het verhaal. Uiteindelijk op 25 juli 1956 ging de PCA akkoord en keurde het scenario goed.

### Selectie van de acteurs

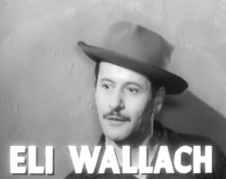
Eli Wallach als Salva Veracco

Karl Malden was een van de weinige acteurs op de set met ervaring. Zowel Eli Wallach als Rip Torn debuteerden en Carroll Baker speelde na Giant pas haar tweede filmrol. Kazan gebruikte enige inwoners van de omgeving van Benoit en Greenville (Mississippi), waar de opnamen plaatsvonden voor kleinere rollen. De filmelektricien Boll Weevil kreeg ook een rolletje. Er was wat wrijving met Tennessee Williams over de selectie van de acteurs in Baby Doll. Williams had een voorkeur voor actrice Marilyn Monroe en Kazan voor Carroll Baker. Monroe was in die tijd bezig zichzelf te verbeteren als actrice en los te komen van haar imago als het 'domme blondje'. Ze wilde de rol van Baby Doll graag spelen en probeerde Williams en Kazan over te halen haar te kiezen. Kazan zag echter meer in nieuwkomer Baker. Hij kende haar van de Actor's Studio in New York waar ze was ingewijd in de door Kazan opgezette techniek van method acting. Uiteindelijk kreeg de regisseur zijn zin.

### Productie
De film werd grotendeels opgenomen in Benoit (Mississippi). Daar stond het J.C. Burrus house uit 1848, dat in de film doorging voor het huis Fox Tail van Archie Lee. Er werden ook opnames gemaakt in Greenville, eveneens in Mississippi, en in New York. In haar autobiografie schrijft Carroll Baker dat Kazan haar en Karl Malden zelf de decorstukken liet uitzoeken om het huis in te richten om zo de persoonlijkheden van de personages te reflecteren. Tennessee Williams was een tijdje aanwezig bij de opnames in Benoit, maar vertrok snel omdat hij moeite had met de manier waarop mensen uit de omgeving naar hem keken.

## Ontvangst
Ondanks de broeierige sfeer die de film kenmerkt en uitdagende kleding van Baby Doll kreeg de film toch de goedkeuring van de Production Code Administration (PCA). (De PCA keurde van 1934 tot 1968 alle Amerikaanse films op zaken als seks en drugs en verwijzingen daarna. Zonder PCA-goedkeuring werd de film niet vertoond in de meeste Amerikaanse bioscoopketens). Er was echter nog een andere horde te nemen op het gebied van censuur, de Catholic Legion of Decency (CLOD). De CLOD was in 1933 opgericht door de aartsbisschop van Cincinnati, John T. McNicholas. De CLOD wilde de beïnvloeding van de jeugd door massamedia controleren en streed voor de zuivering van de filmwereld van seks en drugs. De CLOD gaf de film een "C", hetgeen betekende dat zij de film verketterden en niet mocht worden bekeken. Hoewel de CLOD op zich niet kon verhinderen dat een film uit de roulatie werd genomen, namen veel Amerikaanse bioscoopgangers het oordeel van de CLOD serieus. Ook de filmindustrie liet zich beïnvloeden door het oordeel. De CLOD slaagde erin om de film uit de meeste Amerikaanse bioscopen te verbannen. Het was de eerste keer in jaren dat dit gebeurde met een film die wel was goedgekeurd door de PCA. De film schokte veel Amerikaanse geestelijken en aartsbisschop Francis J. Spellman van New York verbood katholieken om de film te zien. Veel katholieken liepen met protestborden bij de weinige bioscopen die de film wel vertoonden en probeerden te verhinderen dat bezoekers gingen kijken. 77% van de bioscopen weigerde om de film te draaien. Al deze tegenwerking zorgde ervoor dat Baby Doll flopte in de bioscopen. Als de film al werd vertoond, dan was het aantal bezoekers laag en uiteindelijk bracht de film slechts 600.000 dollar op en kwam niet eens uit de kosten.

## Prijzen en nominaties

### Oscarnominaties
- Beste Actrice – Carroll Baker
- Beste Scenario – Tennessee Williams
- Beste Camerawerk – Boris Kaufman
- Beste Actrice in een bijrol– Mildred Dunnock

### BAFTA
- Eli Wallach kreeg een BAFTA als meest veelbelovende nieuwkomer

### BAFTA nominaties
- Beste Film
- Best Buitenlandse acteur – Karl Malden
- Beste Buitenlandse actrice – Carroll Baker

### Golden Globe
- Elia Kazan kreeg een Golden Globe in de categorie Beste Regisseur

### Golden Globenominaties
- Beste Acteur – Karl Malden
- Beste Acteur in een bijrol – Eli Wallach
- Beste Actrice – Carroll Baker
- Beste Actrice in een bijrol – Mildred Dunnock